# Louis Hostin
Louis Hostin (ur. 21 kwietnia 1908 w Saint-Étienne, zm. 29 czerwca 1998 w Boisseron) – francuski sztangista, trzykrotny medalista olimpijski i dwukrotny medalista mistrzostw świata.

## Kariera
Startował w wadze lekkociężkiej (do 82,5 kg). Pierwszy sukces osiągnął w 1928 roku, kiedy zdobył srebrny medal w wadze lekkociężkiej na igrzyskach olimpijskich w Amsterdamie. W zawodach tych rozdzielił na podium Egipcjanina As-Sajjida Nusajra i Jana Verheijena z Holandii. Na rozgrywanych dwa lata później mistrzostwach Europy w Monachium zdobył złoty medal, a w 1932 roku zwyciężył na igrzyskach w Los Angeles, ustanawiając nowy rekord olimpijski wynikiem 365 kg. Wyprzedził tam Duńczyka Svenda Olsena i Henry’ego Dueya z USA. Następnie zwyciężył na mistrzostwach Europy w Paryżu w 1935 roku, pokonując Eugena Deutscha z III Rzeszy i Austriaka Fritza Hallera. W 1936 roku zdobył złoty medal na igrzyskach olimpijskich w Berlinie, poprawiając swój własny rekord olimpijski z wynikiem 372,5 kg. Pozostałe miejsca na podium zajęli Eugen Deutsch i Egipcjanin Ibrahim Wasif. Rok później był drugi na mistrzostwach świata w Paryżu, rozdzielając Hallera i Antona Gietla z III Rzeszy. Ostatni medal wywalczył podczas mistrzostw świata w Wiedniu w 1938 roku, gdzie był trzeci. Wyprzedzili go jedynie John Davis z USA i Fritz Haller.
Trzynaście razy z rzędu zdobywał mistrzostwo Francji w latach 1927–1939. Pobił dziesięć rekordów świata.